# Jamshed Karimov
Jamshid Khilolovich Karimov (en tadjik : Ҷамшед Хилолович Каримов), est un homme d'État tadjik, Premier ministre du Tadjikistan du 2 décembre 1994 au 8 février 1996.